# Rue Espinasse
La rue Espinasse (en occitan : carrièra del Coronèl Pèire-Maria Espinasse) est une voie de Toulouse, chef-lieu de la région Occitanie, dans le Midi de la France.

## Situation et accès

### Description
La rue Espinasse est une voie publique. Elle se trouve dans le quartier Saint-Étienne.
Elle naît perpendiculairement à la grande-rue Nazareth, à l'extrémité sud-ouest du carrefour que ces deux rues forment avec la rue de la Pleau, la rue Mage et la rue Perchepinte, qui porta autrefois le nom de place Perchepinte. Longue de 168 mètres, elle reste relativement étroite, sa largeur ne dépasse pas 4 mètres. Elle s'oriente vers le sud-est, donne naissance à la rue Caminade, puis reçoit la rue de la Trilhe, avant de se terminer au croisement de la rue Escoussières-Montgaillard.
La chaussée compte une seule voie de circulation automobile à sens unique, de la grande-rue Nazareth vers la rue Escoussières-Montgaillard. Elle appartient à une zone de rencontre et la vitesse y est limitée à 20 km/h. Il n'existe pas de bande, ni de piste cyclable, quoiqu'elle soit à double-sens cyclable.

### Voies rencontrées
La rue Espinasse rencontre les voies suivantes, dans l'ordre des numéros croissants (« g » indique que la rue se situe à gauche, « d » à droite) :
1. Grande-rue Nazareth
2. Rue Caminade (d)
3. Rue de la Trilhe (g)
4. Rue Escoussières-Montgaillard

### Transports
La rue Espinasse n'est pas directement desservie par les transports en commun Tisséo. Elle se trouve en revanche à proximité immédiate de la grande-rue Nazareth et de la rue Théodore-Ozenne, parcourues par la navette Ville. Au sud, sur les allées Jules-Guesde, se trouvent les arrêts de la ligne de bus 66. Au nord, sur la place des Carmes, se trouve la station Carmes, sur la ligne , ainsi que les arrêts de la ligne de bus 44.
Les stations de vélos en libre-service VélôToulouse les plus proches sont les stations no 45 (10 rue Théodore-Ozenne) et no 67 (35 allées Jules-Guesde).

## Odonymie
Par décision du conseil municipal du 25 octobre 1875, le nom de cette rue rend hommage à Jean-Pierre Marie de L'Espinasse (1784-1868). Fils d'un avocat au parlement, Mathieu Espinasse, il mena une carrière militaire comme officier sous le Premier Empire, puis sous la Restauration, et reçut le grade de colonel en 1822. En 1837, il commença une carrière politique et il fut député de la Haute-Garonne de 1837 à 1846, puis de 1848 à 1851. Il avait légué en 1868 150 000 francs à la ville pour l'entretien des écoles d'enseignement mutuel et l'achèvement de l'église Saint-Aubin, à la condition que la rue dans laquelle son père possédait une maison (actuel no 5) porterait son nom.
Au Moyen Âge, au XIIIe siècle déjà, la rue portait le nom d'une dame noble qui y possédait plusieurs immeubles, Donne Coraille (orthographié Couraille, Corailhe ou encore Coralha). Cette famille de Corail était encore connue à Toulouse au milieu du XVIe siècle. Au XVIIe siècle, elle prit aussi le nom de rue Caminade, car le président du parlement Philippe de Caminade y possédait l'hôtel de Mansencal (actuel no 1), mais ce fut finalement une rue voisine qui prit ce nom. En 1794, pendant la Révolution française, la rue fut quelque temps désignée comme rue l'Émulation, avant de reprendre celui de Donne-Coraille.

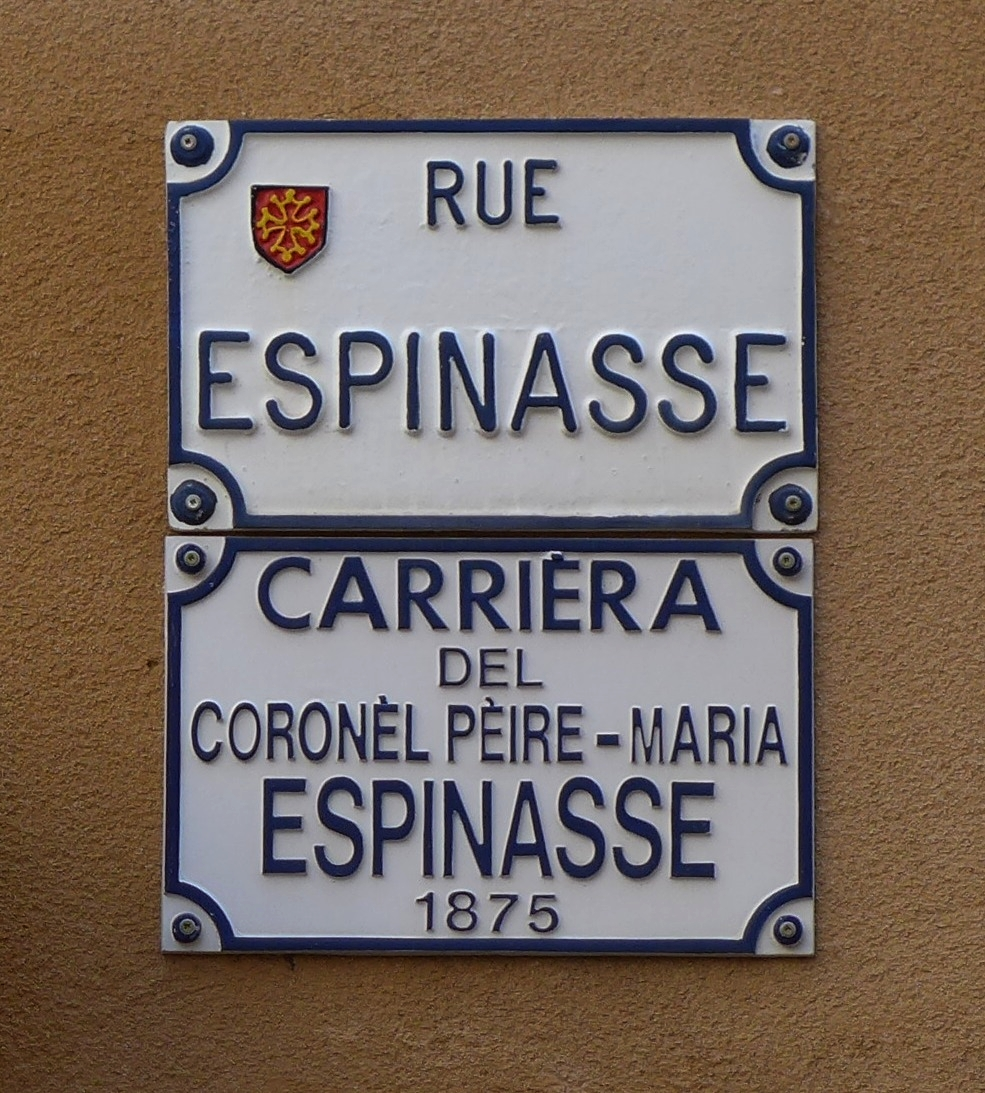
Plaques de rue en français et en occitan.
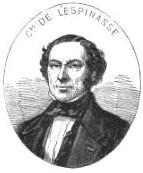
Portrait de Jean-Pierre de L'Espinasse, L'Illustration, 1850.

## Histoire

### Moyen Âge et période moderne
Au Moyen Âge, la rue de Donne-Coraille appartient, du côté ouest, au capitoulat de Saint-Barthélémy et, du côté est, au capitoulat de la Pierre. Elle porte déjà ce nom dans le dernier quart du XIIIe siècle, sans doute à cause d'une dame de la noblesse toulousaine appartenant à la famille de Coraille ou de Corail. Sa population est alors assez mélangée et la plupart des maisons ne sont d'ailleurs que des dépendances des maisons des rues voisines.
Le 7 mai 1463, un incendie se déclare dans une boulangerie, à l'angle des rues des Chapeliers (actuelle rue du Languedoc) et Maletache. Il provoque des destructions extrêmement importantes dans toute la ville, et particulièrement dans le quartier de Saint-Barthélémy. L'ampleur des destructions permet cependant aux élites locales de réunir de vastes emprises foncières pour faire bâtir leurs hôtels particuliers, les parlementaires, avocats et hommes de loi se faisant plus nombreux. L'hôtel de Mansencal est un exemple de concentration foncière entre les mains de l'aristocratie toulousaine : entre 1527 et 1547, le premier président du parlement Jean de Mansencal fait construire un bel hôtel particulier (actuel no 1). Peu après 1550, il rachète un premier immeuble voisin (partie de l'actuel no 3) à Pierre de la Chapelle, clerc d'un conseiller au parlement, pour y aménager les communs, puis la maison du dizenier Arnaud Marinhal (actuel no 2 rue Perchepinte). Il a pour voisin (emplacement de l'actuel no 4) l'avocat Étienne Tournier, capitoul en 1586, proche du parti des Guise et ami d'Urbain de Saint-Gelais, député aux États généraux de Blois en 1588, fougueux ligueur et conspirateur, finalement banni définitivement en 1590,. À la fin du XVIe siècle, l'hôtel de Mansencal avec ses dépendances est passé à la famille Caminade et Philippe de Caminade, conseiller aux requêtes, puis président au parlement, poursuit la politique d'agrandissement de l'hôtel en rachetant un immeuble voisin (partie de l'actuel no 3) à l'avocat Vital Dutil en 1648.

### Époque contemporaine
En 1844, le vieil hôtel de Mansencal est passé entre les mains du marquis de Tauriac. C'est dans les dépendances de l'hôtel, qu'il loue aux dames Berryer, qu'est ouverte une pension pour jeunes filles de la noblesse. Selon Jules Chalande, la jeune Eugénie de Montijo et sa sœur, dont la mère a fui les guerres carlistes qui touchent alors l'Espagne, l'aurait fréquentée en 1835,.

## Patrimoine et lieux d'intérêt

### Hôtels particuliers
- no  1 : hôtel Mansencal.  Inscrit MH (1925)[13]. 
L'hôtel est construit entre 1527 et 1547 pour un important parlementaire toulousain, Jean de Mansencal. Il est profondément remanié et altéré aux siècles suivants. Après avoir été intégré au couvent des Dominicains de Toulouse dans le dernier quart du XIXe siècle, il fait aujourd'hui partie du collège privé Saint-Thomas-d'Aquin. L'hôtel conserve des éléments représentatifs d'un style Renaissance très pur et se distingue par sa tour élevée et le décor sculpté de sa façade du côté jardin.

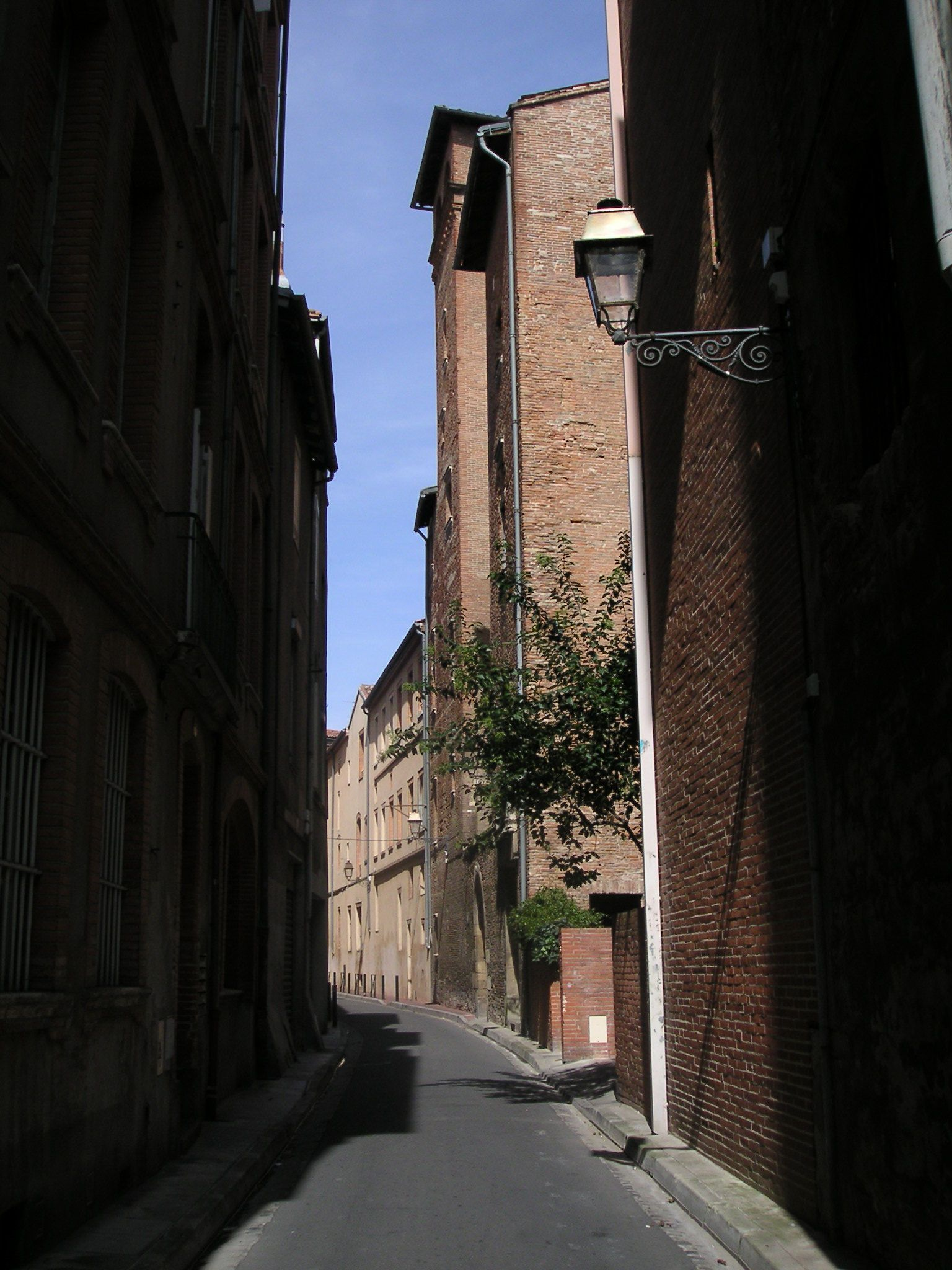
no 1 : l'hôtel vu depuis la rue Espinasse.
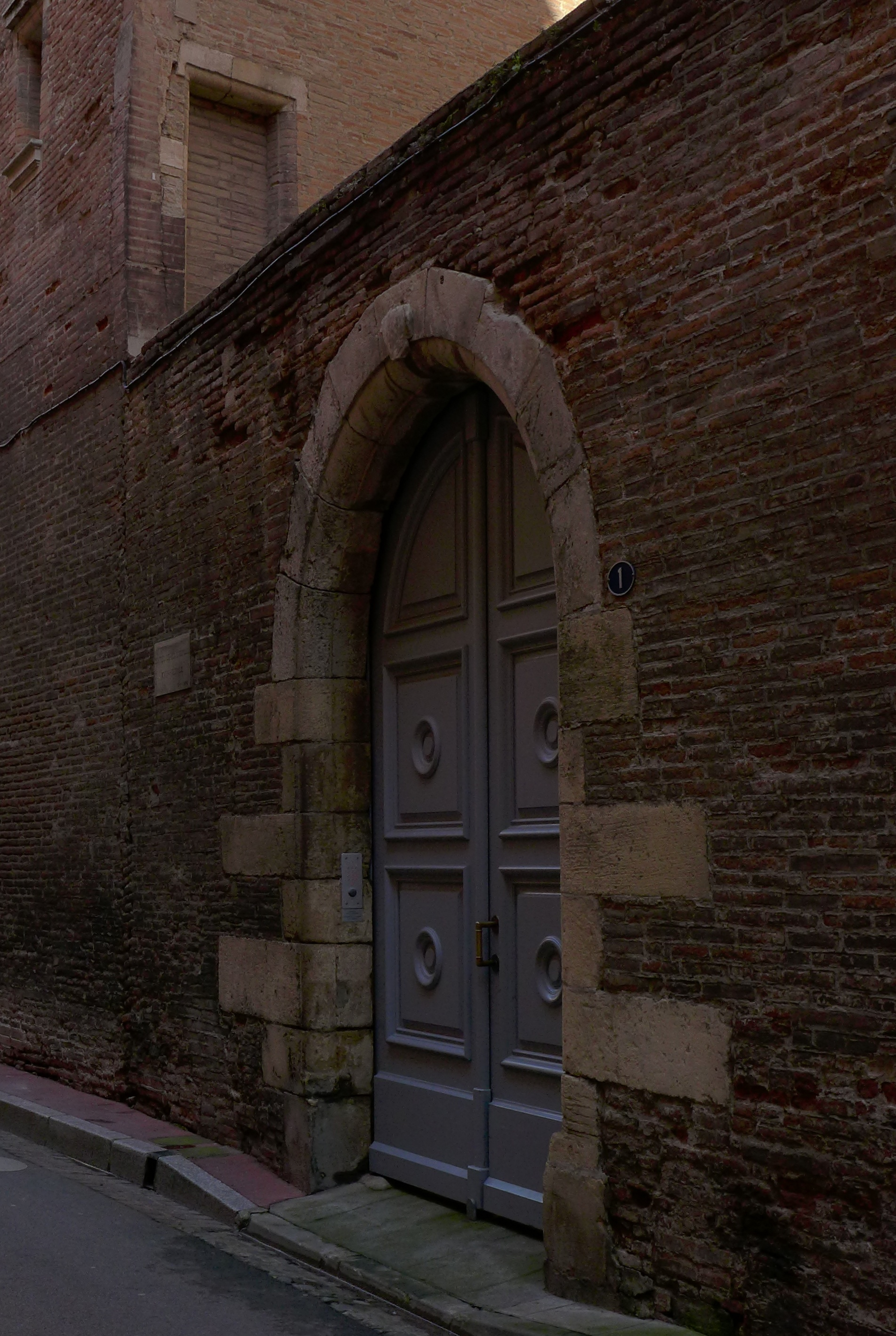
no 1 : le portail sur rue.
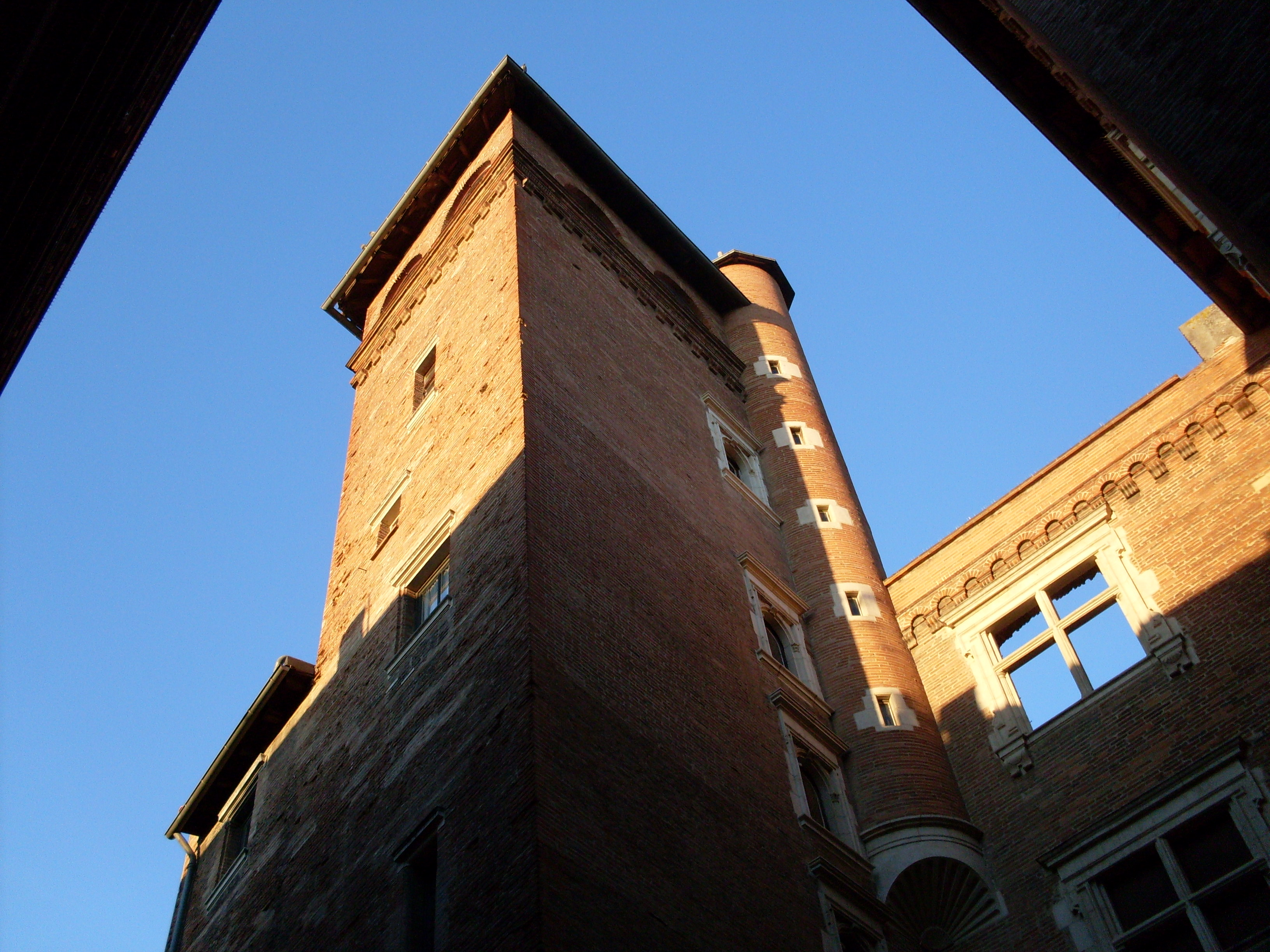
no 1 : la tour et sa tourelle d'angle.
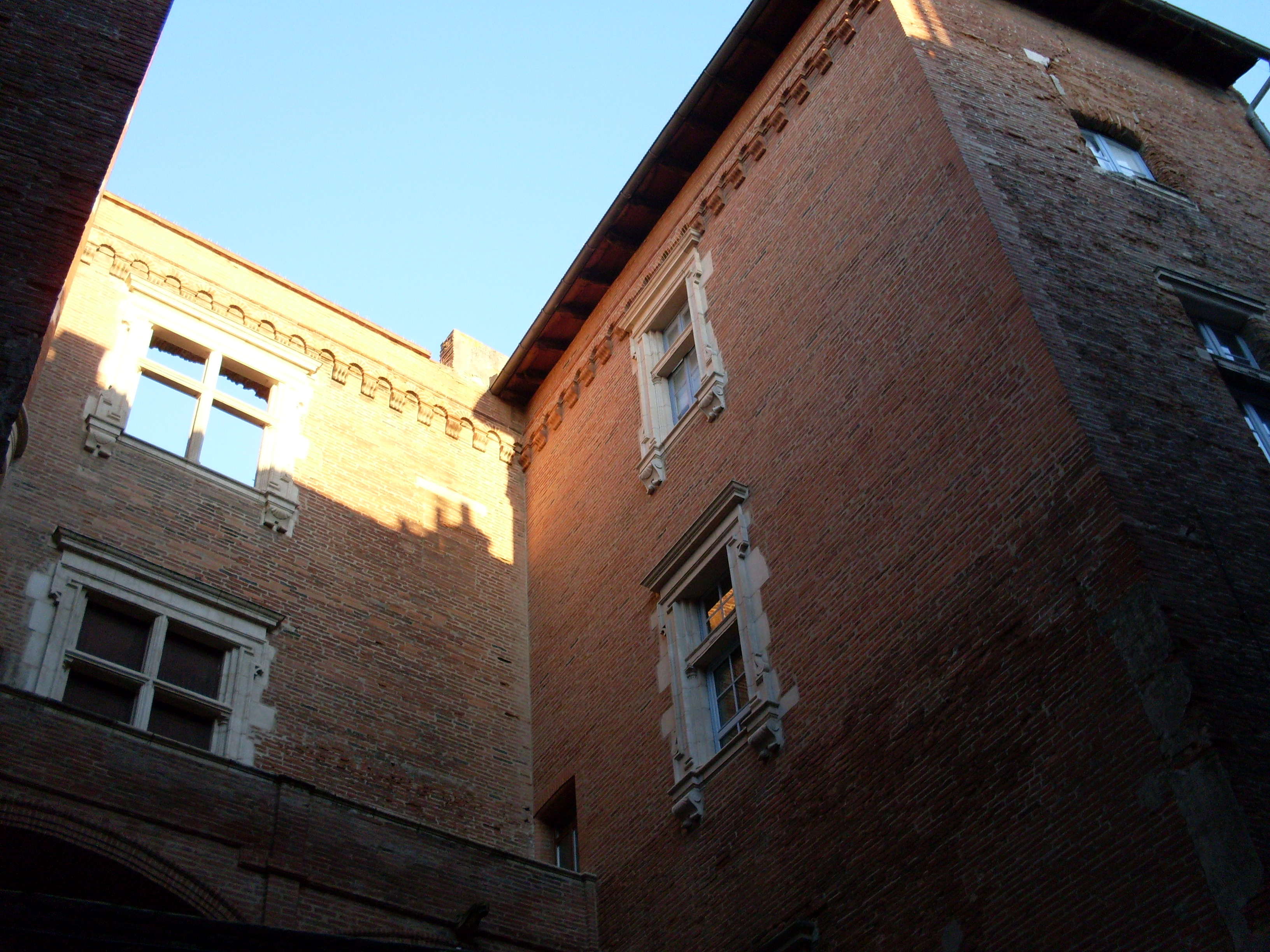
no 1 : les façades ouest et sud.
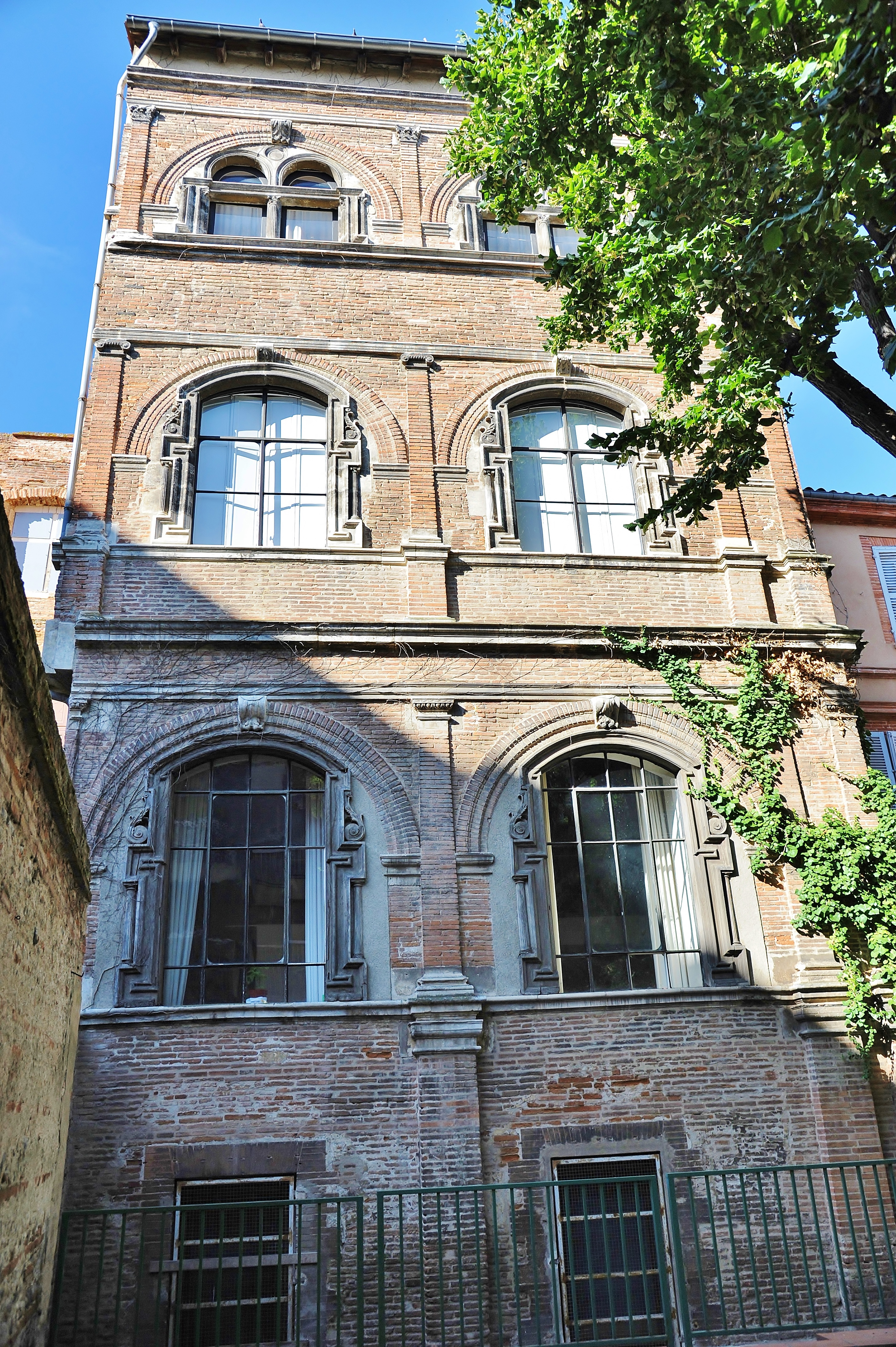
no 1 : la façade sur jardin.

- no  5 : hôtel Gach. 
L'hôtel est construit en 1680 à l'emplacement de plusieurs maisons réunies par Jean de Gach, seigneur de Villegly et président aux enquêtes du parlement. La partie nord de l'hôtel date de cette période, comme en témoignent les fenêtres à meneau. En 1784, Hélène de Mazade-Percin[N 1] acquiert l'hôtel, lui réunit deux maisons au sud et le fait remanier. 
L'hôtel, entre cour et jardin, se compose de plusieurs corps de bâtiment disposés en U autour de la cour. Ils sont séparés de la rue par un mur de clôture et un portail en plein cintre, surmonté d'une corniche. L'élévation du corps de bâtiment nord, au 2e étage, porte la trace d'une fenêtre à meneau. Les élévations sont surmontées d'une corniche moulurée et d'un avant-toit. Les fenêtres des parties les plus tardives ont gardé leur garde-corps en fer forgé du XVIIIe siècle. Le jardin, à l'arrière, a subsisté[14].

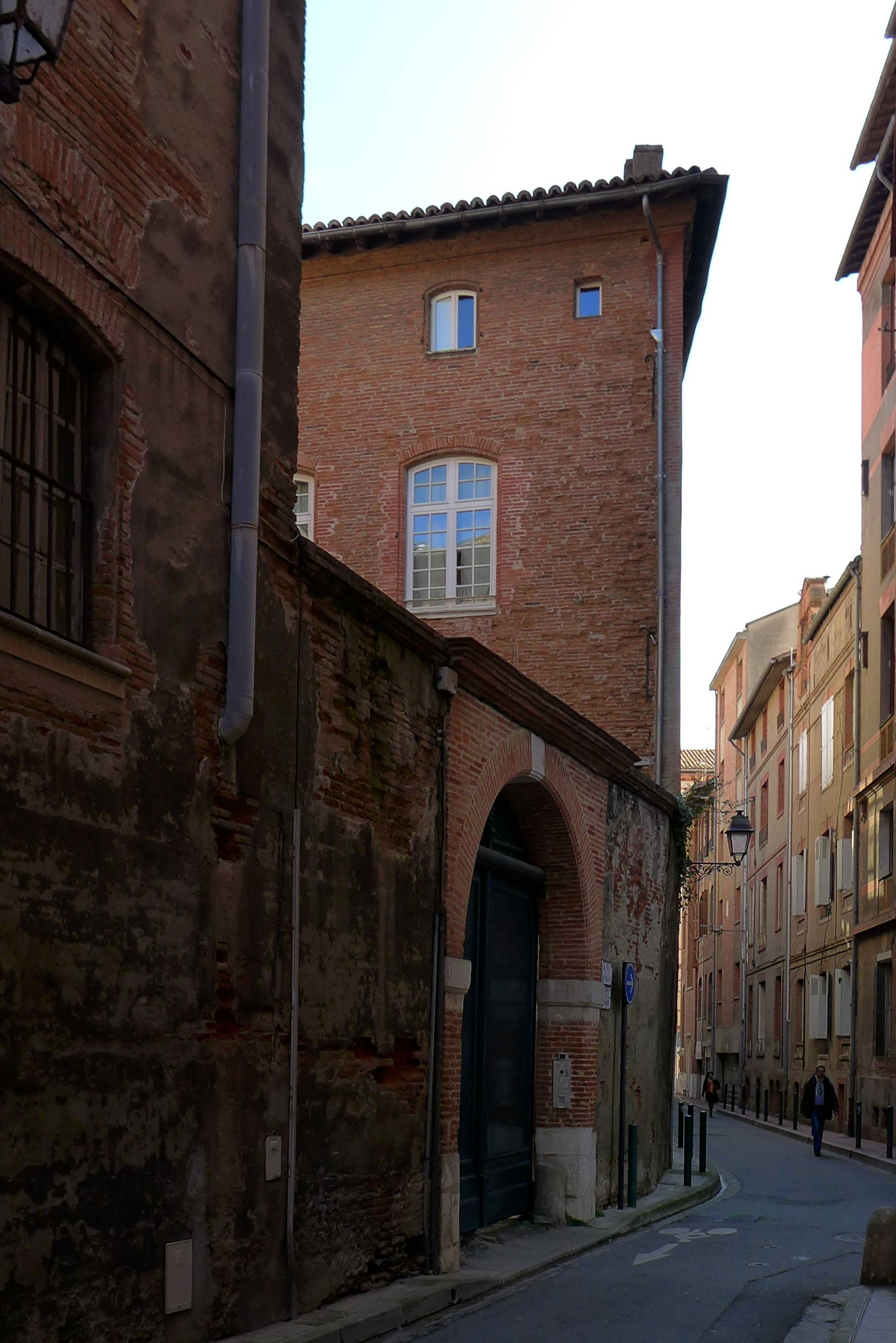
no 5 : l'entrée de l'hôtel Gach vue depuis la rue Espinasse.
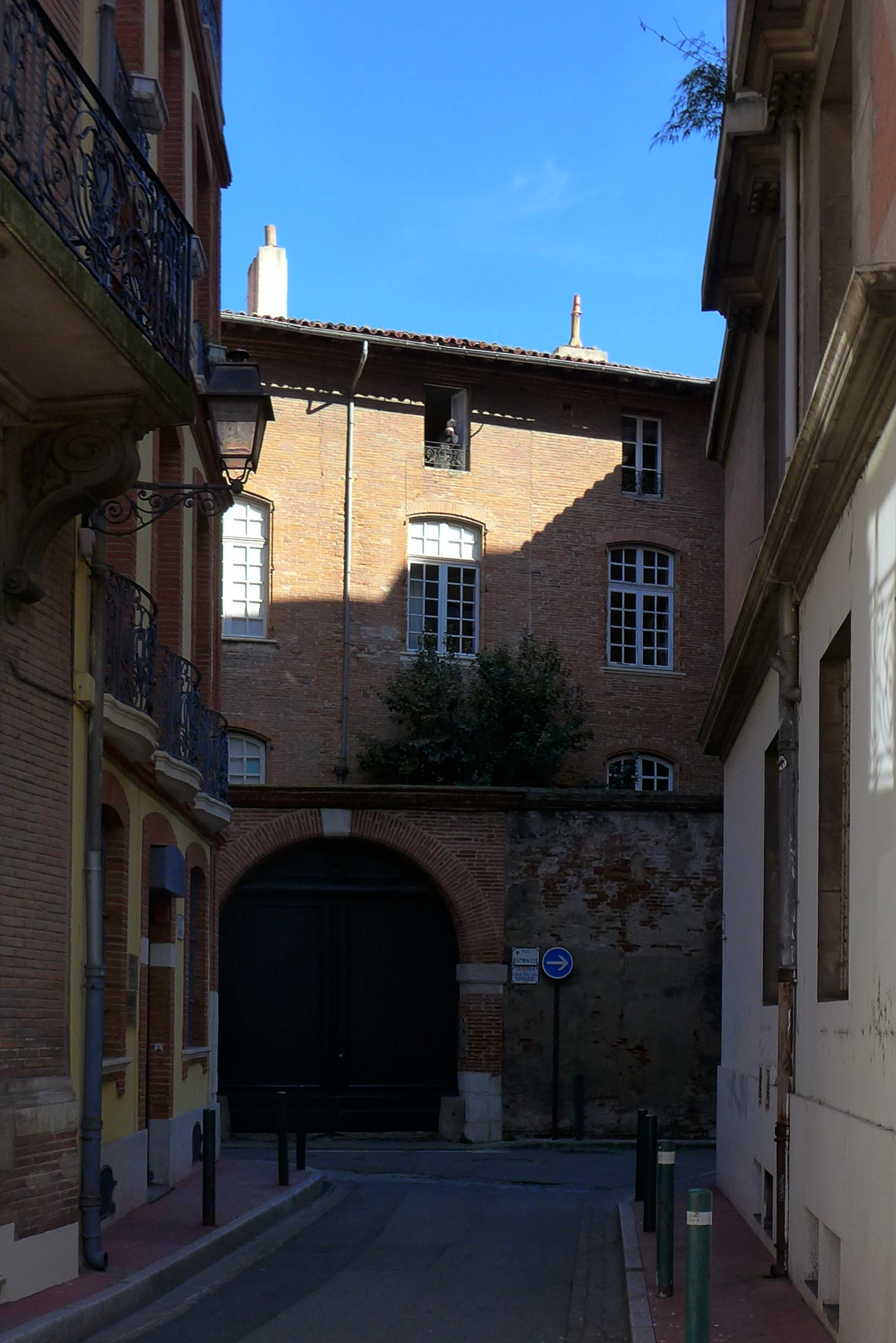
no 5 : l'hôtel Gach vu depuis la rue Caminade.

### Immeubles
- no  3 : résidence « Hôtel de Mansencal ». 
La résidence est construite entre 1968 et 1972 sur une partie des anciens jardins de l'hôtel Mansencal pour le compte de la Financière immobilière française (FIF)[15],[16].

- no  7 : immeuble. 
L'immeuble, construit dans la deuxième moitié du XVIIIe siècle, a gardé son élévation originale, où les étages, de hauteur décroissante, sont séparés par des cordons. Les garde-corps des fenêtres du 1er étage ont des ferronneries avec le monogramme JB[17].

- no  10 : immeuble. 
L'immeuble, construit au XVIIIe siècle, est situé à l'angle de la rue Caminade. À l'angle de la rue se voit encore l'inscription en pierre de l'ancien nom de la rue. Son élévation de la rue Espinasse, sur trois étages et comble à surcroît est symétrique. Les niveaux, séparés par un cordon de brique, sont de dimensions décroissantes. La façade se termine par le comble à surcroît ouvert par des oculi et surmonté d'une large corniche moulurée. La travée centrale, au-dessus de la porte, qui conserve une imposte de fer forgé, semble plus tardive[18].

- no  24 : immeuble. 
Ce vaste immeuble, construit dans le deuxième quart du XXe siècle, à l'angle de la rue Escoussières-Montgaillard, a sa façade principale dans la rue Théodore-Ozenne (actuel no 33). Sur l'élévation postérieure de la rue Espinasse se remarque la vaste fenêtre avec vitrail qui surmonte la porte[19].

## Personnalité
- Jean de Mansencal (fin du XVe siècle-1562) : né à Bazas, il devient conseiller au parlement de Toulouse en 1521, puis est nommé président en 1537 et premier président en 1539. Il habitait l'hôtel qui porte son nom (actuel no 3).